# Curtis Stevens
Curtis Stevens (født 10. marts 1985 i Brownsville, Brooklyn, New York, U.S.) er en amerikansk professionel bokser. Han er en tidligere regional NABF mellemvægtmester, der har haft titlen to gange i 2013 og i samme år udfordrede om WBA og IBO mellemvægtstitler.
Han har bemærkelsesværdige sejr mod Dhafir Smith, Darnell Boone, Piotr Wilczewski, Derrick Findley, Saúl Román, Patrick Majewski, Tureano Johnson, James de la Rosa. Han har tabt til større navne som Andre Dirrell, Jesse Brinkley, Gennady Golovkin, Hassan N'Dam N'Jikam og David Lemieux.